# Naram-Sin
Naram-Sin (2254-2218 a. C. de la cronología media) fue el cuarto rey del imperio acadio, el cual abarcó la totalidad de la Mesopotamia.
Bajo Naram-Sin, tercer sucesor y nieto de Sargón I, el imperio acadio alcanzó su cenit. Comenzó su reinado con una gran sublevación de más de veinte reyes mesopotámicos a los que venció con contundencia. A partir de ahí Naram-Sin se lanzaría a la conquista del mundo conocido, extendiendo sus dominios desde Elam al mar Mediterráneo. Conquistó Siria, la región de Alepo y descendió hasta el Sinaí, que fue arrebatado a Egipto. Tales fueron sus triunfos que ordenó esculpir la estela de Naram-Sin y se autoproclamó dios.
Fue el primer rey mesopotámico en proclamar su divinidad, y el primero en ser llamado "rey de las cuatro partes del mundo", es decir, del universo:

Naram-Sin, el varón fuerte, dios de Acad, rey de las cuatro partes del mundo.

Tuvo tratos con el Valle del Indo (Meluhha para los acadios) y controló gran parte del territorio del golfo Pérsico. Naram-Sin expandió su imperio derrotando al rey de Magan y las tribus de los montes Tauro. Construyó los centros administrativos de Tell Brak y Nínive y continuó con la política de nombrar a familiares para ocupar cargos rituales o religiosos en diversas ciudades y templos del imperio, o como gobernadores para mantener un control efectivo y muy centralizado de los diferentes territorios del imperio.
Según la mitología mesopotámica, la diosa Inanna abandonó a la ciudad de Agadé y provocó la caída de Acad debido al sacrilegio cometido por Naram-Sin al llevarse algunas estatuas divinas de Ekur (es decir, el templo de Enlil en Nippur, el dios supremo del panteón sumerio). Enlil hizo salir a los gutis de las montañas como si fueran una plaga y destruyeron el imperio de Acad. Se dice que poseía el ejército más grande hasta el momento: 360.000 hombres a su mando.
Su único hijo conocido, Sharkalisharri, le sucedió.